# كين هيتشكوك
كين هيتشكوك هو لاعب هوكي الجليد كندي، ولد في 17 ديسمبر 1951 في إدمونتون في كندا.

## وصلات خارجية
- كين هيتشكوك على موقع HockeyDB.com (الإنجليزية)
- كين هيتشكوك على موقع الموسوعة البريطانية (الإنجليزية)